# F1 Championship Season 2000
F1 Championship Season 2000 (ook wel F1 CS 2000) is een videospel dat werd uitgegeven door EA Sports. Het kwam in 2000 uit voor verschillende platforms. Het spel is gebaseerd op Formule 1 in 2000. Het spel bevat alle auto's en coureurs van dit seizoen. Het spel kan gespeeld worden in de modi: single race, championship season, custom season en quick race.

## Ontvangst
| Beoordeeld door                | Jaar | Platform      | Score |
| ------------------------------ | ---- | ------------- | ----- |
| GameSpot (Belgium/Netherlands) | 2000 | Windows       | 83%   |
| PC Player (Denmark)            | 2000 | Windows       | 80%   |
| Jeuxvideo.com                  | 2001 | PlayStation 2 | 80%   |
| PC Gameplay (Benelux)          | 2001 | Windows       | 78%   |
| PC Joker                       | 2000 | Windows       | 76%   |
| PC Action                      | 2001 | Windows       | 74%   |
| Super Play                     | 2000 | PlayStation   | 70%   |
| GameStar (Duitsland)           | 2001 | Windows       | 66%   |
| Macworld                       | 2003 | Macintosh     | 60%   |
| Gameplanet                     | 2001 | PlayStation 2 | 50%   |